# ماركو فوربيك
ماركو فوربيك (بالألمانية: Marco Vorbeck)‏ (24 يونيو 1981 بكولونغسبورن في ألمانيا - ) هو لاعب كرة قدم ألماني في مركز الهجوم. شارك مع منتخب ألمانيا تحت 21 سنة لكرة القدم. أما مع النوادي، فقد لعب مع دينامو دريسدن ونادي آوغسبورغ وهانزا روستوك وTSV 1860 Rosenheim ‏.

## وصلات خارجية
- ماركو فوربيك على موقع قاعدة بيانات كرة القدم.إي يو (الإنجليزية)
- ماركو فوربيك على موقع بيانات كرة القدم. دي إي (الألمانية)
- ماركو فوربيك على موقع عالم كرة القدم.نت (الإنجليزية)